# Henryk Adamus

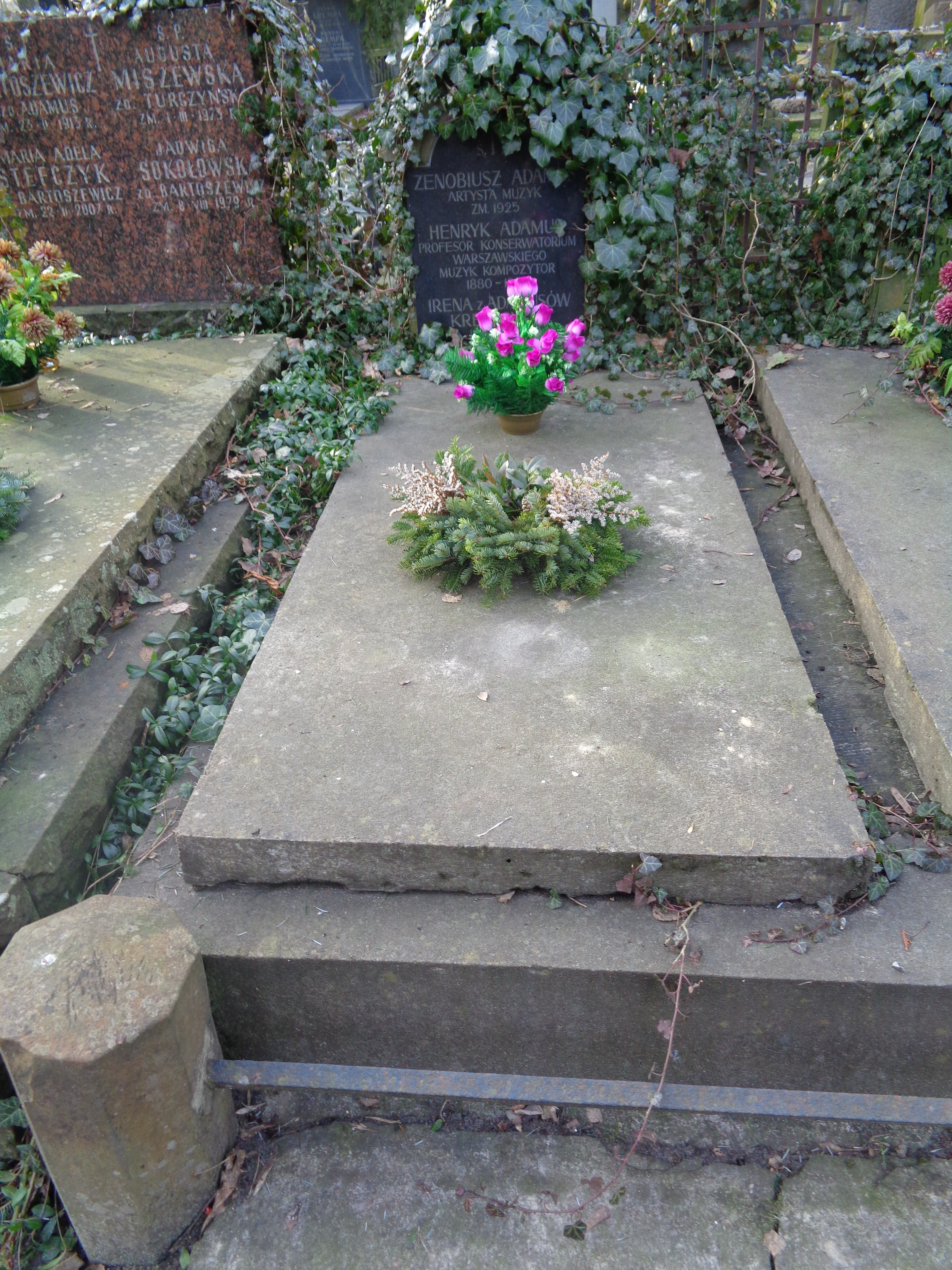
Grób Henryka Adamusa na cmentarzu powązkowskim

Henryk Konrad Adamus (ur. 19 lutego 1880 w Warszawie, zm. 13 października 1950 w Gołąbkach pod Warszawą) – polski kompozytor, wiolonczelista i dyrygent.

## Życiorys
Studia muzyczne odbył w Warszawskim Instytucie Muzycznym pod kierunkiem Adama Cinka (wiolonczela) i Zygmunta Noskowskiego (kompozycja). W latach 1904–1905 studiował w lipskim konserwatorium (Hochschule für Musik und Theater „Felix Mendelssohn Bartholdy” Leipzig) u Juliusa Klengla (wiolonczela) i Stephana Krehla (kompozycja). 
Podczas pobytu w Niemczech był członkiem orkiestry lipskiego Gewandhausu (1899–1904 i 1909–1911). Koncertował także jako wirtuoz – wiolonczelista. Od 1899 z przerwami do 1911 był wiolonczelistą Teatru Wielkiego w Warszawie, a w latach 1905–1911 solistą Filharmonii Warszawskiej.
W 1911 zamieszkał w Kaliszu i do 1914 był dyrygentem miejscowych orkiestr i chórów, m.in. dyrygentem i dyrektorem muzycznym Kaliskiego Towarzystwa Muzycznego. W 1913 pod patronatem Towarzystwa założył kaliską szkołę muzyczną i został jej pierwszym kierownikiem.
W 1914 wrócił do Warszawy i wznowił współpracę z Teatrem Wielkim (m.in. w zastępstwie dyrygował orkiestrą). W latach 1919–1922 pełnił funkcję dyrektora chóru Opery Warszawskiej. Był też kierownikiem i dyrygentem w miejskich teatrach muzycznych (1921–1929).  
Jego twórczość kompozytorska, mimo iż przypadała na okres Młodej Polski, pozostawała jednak pod silnym wpływem romantyków niemieckich. Pisał opery, balety, poematy symfoniczne, utwory sakralne i instrumentalne, a także muzykę teatralną stanowiącą oprawę przedstawień w Teatrze Narodowym. Jednak większość jego utworów nie była nigdy wykonana lub się nie zachowała.
Opracował podręcznik Ćwiczenia z wielkim palcem na wiolonczelę (ok. 1915).
Zmarł w całkowitym zapomnieniu. Pochowany na cmentarzu Powązkowskim w Warszawie (kwatera 47-5-23,24).

## Ordery i odznaczenia
- Srebrny Krzyż Zasługi (22 lutego 1933)[5]

## Ważniejsze kompozycje
- opera Sumienie, czyli pierwsze łzy – I akt wyst. w Warszawie, w 1918[1][2]
- opera Rej w Babinie – z librettem Adolfa Nowaczyńskiego – wyst. w Warszawie, w 1921[3] lub 1922[1][2]
- Uwertura uroczysta[1][2]
- muzyka teatralna[2]:
  - Don Juan José Zorrilli
  - Mazepa Juliusza Słowackiego (1925)
  - Burza Williama Szekspira
  - Sen srebrny Salomei Juliusza Słowackiego
  - Żeglarz Jerzego Szaniawskiego (1926)